# Vladimír Pištělák
Vladimír Pištělák (* 30. července 1940 v Brně) je československý basketbalista, trenér mládeže a sportovní funkcionář. Je zařazen na čestné listině zasloužilých mistrů sportu.
Hrál na lřídle a byl střelcem basketbalového týmu Zbrojovka Brno a reprezentace Československa, se kterou se zúčastnil Olympijských her 1960 a dále pěti Mistrovství Evropy, na nichž získal jednu stříbrnou a jednu bronzovou medaili. Byl dvakrát nominován do družstva výběru Evropy (1965, 1968) na FIBA Festivals.
Se Zbrojovkou Brno jako hráč byl v letech 1958 až 1972 pětkrát mistrem a pětkrát vicemistrem Československa. V československé basketbalové lize po roce 1962 (zavedení podrobných statistik zápasů) zaznamenal 3388 bodů., S klubem Zbrojovka Brno byl úspěšný i v Poháru evropských mistrů, když dvakrát prohráli až ve finále s Realem Madrid (1964, 1968) a dvakrát hráli semifinále (1963, 1969). Ve světovém Interkontinentálním poháru klubů v lednu 1969 v semifinále Zbrojovka Brno vyhrála nad Realem Madrid 84:77 a až ve finále podlehla americkému Akron Wingfoots 71:84. V letech 1969–1971 hrál v Belgii za klub Racing Mechelen, který nyní hraje pod jménem Port of Antwerp Giants.
V roce 2001 v anketě o nejlepšího českého basketbalistu dvacátého století skončil na 15. místě. V roce 2013 byl uveden do Síně slávy České basketbalové federace.

## Sportovní kariéra

### Hráč klubů
- 1958–1969 Zbrojovka Brno, 5x mistr (1962–1964, 1967, 1968), 4x vicemistr (1960, 1965, 1966, 1969), 4. místo (1959), 5. místo: (1961)
- 1969–1971 Belgie: Racing Mechelen – vítěz poháru Belgie 1970
- 1971–1973 Zbrojovka Brno – vicemistr (1972), 3. místo (1973)
- úspěchy:
- nejlepší československý basketbalista: 1969
- 15. místo v anketě o nejlepšího českého basketbalistu dvacátého století
- 3x zařazen do nejlepší pětice hráčů československé ligy basketbalu: 1965, 1968 a 1969
- 1. liga basketbalu Československa – celkem 11 medailových umístění: 5× mistr Československa (1962, 1963, 1964, 1967, 1968), 5× vicemistr (1960, 1965, 1966, 1969, 1972), 1× 3. místo (1973)
- FIBA evropské basketbalové poháry
- FIBA Pohár evropských mistrů (Zbrojovka Brno): 2x 2. místo (1964, 1968, 2x prohra až ve finále s Real Madrid), 2x v semifinále (1963, 1969), další 2 účastí (1959, 1965), celkem 6 ročníků
- FIBA Pohár vítězů národních pohárů (Zbrojovka Brno): 1967
- Interkontinentální pohár 1969, 2. místo, v semifinále Brno – Real Madrid 84:77

### Hráč reprezentace Československa
Předolympijská kvalifikace
- 1960, Bologna, Itálie (1. místo), celkem 13 bodů ve 3 zápasech, postup na OH
- 1968, Sofia, Bulharsko (4. místo), celkem 80 bodů v 7 zápasech

Olympijské hry
- 1960 Řím (5. místo)

Mistrovství Evropy
- 1961 Bělehrad (24 bodů /7 zápasů), 1963 Wroclaw (89/9), 1965 Moskva (56/6), 1967 Helsinki (71/7), 1969 Neapol (24/4)
- na pěti ME celkem 264 bodů ve 33 zápasech
- úspěchy:
- vicemistr Evropy (1967), 3. místo (1969), 5. místo (1961), 7. místo (1965), 10. místo (1963)
- dvakrát nominován do družstva výběru Evropy (1965 a 1968) na zápasy FIBA Festivals
- za Československo odehrál celkem 203 reprezentačních zápasů

### Trenér a sportovní funkcionář
- po skončení hráčské kariéry trenér mládeže v Brně
- 1980–1988 trenér juniorů Československa (ME juniorů 1988 3. místo)